# Zara-Jacó
Zara-Jacó (em ge'ez: ዘርአ:ያዕቆብ; romaniz.: zar'ā yāʿiqōb;  da linhagem de Jacó; 1399 - 1468) foi um imperador da Etiópia de 1434 até sua morte. Fez parte da dinastia salomônica. seu nome de trono foi Kwestantinos I (em ge'ez: ቈስታንቲኖስ) ou Constantino I.

## Histórico
Nascido na antiga província de Xoa, onde ficava Amhara a capital dos primeiros imperadores antes da migração dos Oromas pós-século XVI, era o filho mais novo de Davi I e de sua esposa mais nova, Iguezi Quebra. 
Após a morte do imperador Davi, seu irmão mais velho,Teodoro, ordenou que Zara-Jacó fosse mantido confinado em Amba Geshen (por volta de 1414). Apesar disso, os apoiadores de Zara-Jacó o mantiveram como um candidato a ascensão ao trono, apoiados pela rápida sucessão de seus irmãos mais velhos ao trono nos 20 anos anteriores. 

## Reinado
Em sua ascensão ao trono, ele encontrou uma nação dividida por conflitos internos e pela luta contra o Sultanato de Adal. Percebeu o significado político de formar uma aliança com a Europa cristã, para combater as influências islâmicas. Por volta de 1439-1441, enviou delegados eclesiásticos ao Concílio de Florença (1431-45). Mas Zara-Jacó ainda teve que enfrentar uma revolta de muçulmanos em casa. Quando Amadadim "Badlai" Sadadim, o sultão de Adal, invadiu a província de Davaro (atual zona de Arsi), fundando o Sultanato de Davaro ocorrendo um embate. 
Depois que se tornou imperador, Zara-Jacó invadiu o sultanato de Hadia e se casou à força com a princesa Eleni, que foi convertida ao cristianismo antes do casamento.  Eleni era filha do rei de Hadia, um dos reinos muçulmanos dos Sidamos localizado ao sul do rio Abay. Eleni se tornou uma pessoa política poderosa, atuando inclusive como regente de seu neto Davi II até este atingir a maioridade. Quando surgiu uma conspiração envolvendo um de seus Bitwodeds (em numero de dois, da direita e da esquerda, governavam setores da capital, conde), Zara-Jacó reagiu nomeando suas duas filhas, Medhan Zamada e Berhan Zamada, para esses dois cargos. Segundo a Crônica de seu reinado, o Imperador também nomeou suas filhas e sobrinhas como governadoras em oito de suas províncias. 
Em 1445 Zara-Jacó derrotou e matou Amadadim Badlai em Davaro, na batalha de Aifars. Apesar de sua brilhante vitória e de retomar a província de Davaro, não tentou incluir Adal no reino cristão, pois considerava Adal como a terra dos muçulmanos fora da fronteira cristã. 
Depois de testemunhar uma luz brilhante no céu (que a maioria dos historiadores identificou como o cometa Halley, visível na Etiópia em 1456), Zara-Jacó fundou Debre Berhan e a tornou sua capital pelo restante do seu reinado. 

## Fortalecimento da Igreja
Os laços tradicionais com o patriarca de Alexandria eram de valor inestimável, embora essa lealdade mantivesse a Igreja Etíope sob a tutela constante da hierarquia copta do Egito, essa relação constituía a única ligação da Etiópia com os antigos centros cristãos da Terra Santa e com o resto da cristandade. Por isso Zara-Jacó assim como seus antecessores desenvolviam uma política ambígua com relação aos mamelucos do Egito. Por um lado, havia o desejo natural de explorar sua condição de cristãos para estabelecer relações e alianças militares com a Europa cristã, inclusive participar das Cruzadas; por outro, havia a preocupação de elaborar uma política mais realista de coexistência com os muçulmanos. O Egito dos Mamelucos dispunha de consideráveis meios de pressão sobre a patriarcado de Alexandria. Medidas rigorosas contra o patriarca poderiam facilmente abalar todas as bases religiosas e políticas da Etiópia cristã de acesso ao Mediterrâneo.
O reinado de Zara-Jacó marcou o apogeu da dominação cristã sobre todos os territórios que, no decorrer dos 150 anos anteriores, foram conquistados por seus ancestrais. Foi bem sucedido na reconciliação com a ordem monástica de Eustateos, cujas desavenças com o resto da Igreja Etíope tinham trazido, graves consequências políticas e regionais. O rei esforçara-se por reorganizar completamente a Igreja Etíope, para que pudesse exercer melhor sua missão evangélica. Para isso proclamou que haveria uma repressão enérgica aos monges dissidentes. 
Zara-Jacó também era "reputadamente um autor de renome", tendo contribuído para a literatura etíope até três importantes obras teológicas. Um deles era Mahsafa Berhan ("O Livro da Luz"), uma exposição de suas reformas eclesiásticas e uma defesa de suas crenças religiosas; os outros eram Mahsafa Milad ("O Livro da Natividade") e Mahsafa Selassie ("O Livro da Trindade"). 

## Fim do reinado
Nos seus últimos anos de reinado Zara-Jacó tornou-se despótico.  Usou de medidas fortemente repressoras para esmagar a oposição, e muitas são as histórias de eclesiásticos graduados e outros dignitários condenados à prisão em terras de exílio longínquas. De fato, um dos primeiros atos oficiais de seu filho e sucessor Baida Mariam (1468 -1478) foi a anistia de grande número de prisioneiros políticos e o abrandamento do poder centralizado. 
As complexas intrigas da corte na época resultaram na morte da mãe de Baida-Mariam, Seyon Morgasa, por volta de 1462 e em vários anos de desentendimento entre  Zara-Jacó e Baida-Mariam. No entanto, os dois se reconciliaram e Zara-Jacó nomeou Baida-Mariam como seu sucessor antes de sua morte em 1468. 